# Nucleare (singolo)
Nucleare è un singolo di beneficenza delle cantanti italiane Arisa e Manupuma, pubblicato il 15 maggio 2020 con l'etichetta Iris.
I proventi del brano sono stati destinati al progetto Maternità Covid-19 della Fondazione Francesca Rava per donare presidi sanitari agli ospedali Italiani.

## Descrizione
Il brano è stato scritto da Manupuma e composto e prodotto da Michele Ranauro, e in origine era parte dell'ultimo album in studio della cantautrice milanese, prima che la pubblicazione di questo venisse bloccata dall'emergenza Covid-19. In seguito, Manupuma ha rielaborato la traccia come un duetto insieme ad Arisa. La pubblicazione del brano è stata finalizzata al supporto del progetto Maternità Covid-19 della Fondazione Francesca Rava, che ha supportato diversi ospedali Italiani, fra cui la Clinica Mangiagalli e l'Ospedale Luigi Sacco di Milano. L’obiettivo del progetto è allestire nei reparti di maternità di alcuni ospedali italiani percorsi per le mamme affette e non da Covid-19, affinché possano affrontare il parto in sicurezza.
L’intento è quello di sensibilizzare, per non perdere di vista rinascita e speranza, guardando al futuro. Arisa è stata più volte volontaria della Fondazione Rava, per cui ha inciso una versione speciale del suo singolo Voce, i cui proventi hanno supportato le attività benefiche della Fondazione per i bambini di Haiti.

## Accoglienza
Fabio Fiume di All Music Italia ha criticato il brano, definendolo "una mattonellata sui denti a metà Maggio", preferendogli altre ballate di Arisa.

## Video musicale
Il videoclip, è stato reso disponibile il 5 giugno 2020, dapprima in anteprima per la Repubblica, e in seguito attraverso il canale YouTube di Arisa.

## Tracce
Download digitale
1. Nucleare – 4:04 (testo: Manupuma – musica: Michele Ranauro)